# Collinsville (Illinois)

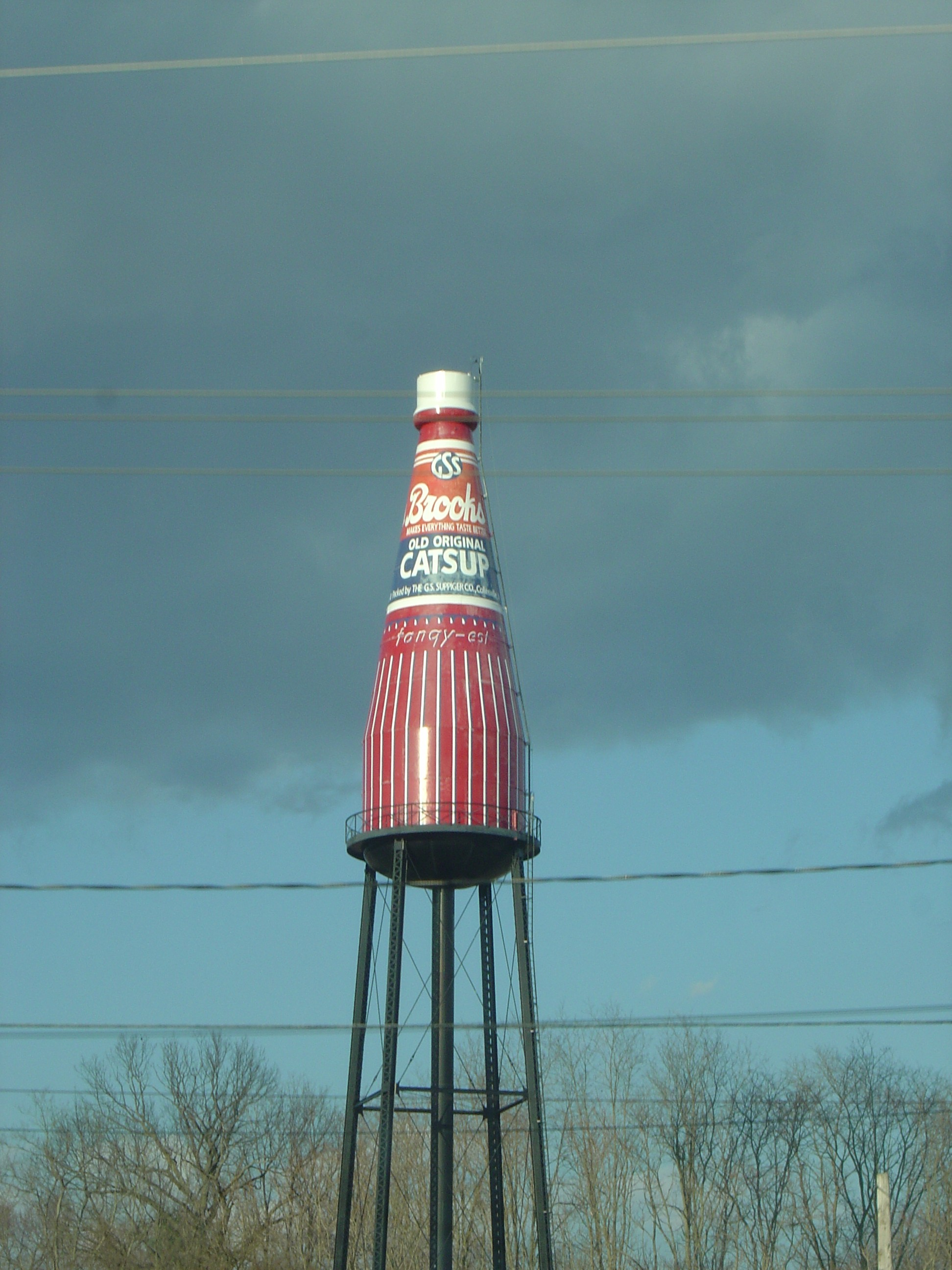
De Brooks Catsup watertoren

Collinsville is een plaats (city) in de Amerikaanse staat Illinois, en valt bestuurlijk gezien onder Madison County en St. Clair County.

## Demografie
Bij de volkstelling in 2000 werd het aantal inwoners vastgesteld op 24.707. In 2006 is het aantal inwoners door het United States Census Bureau geschat op 25.610, een stijging van 903 (3,7%).

## Geografie
Volgens het United States Census Bureau beslaat de plaats een oppervlakte van
35,2 km², geheel bestaande uit land. Collinsville ligt op ongeveer 157 meter boven zeeniveau.
Vlak bij Collinsville lag van ongeveer 650 tot 1400 de stad Cahokia, in zijn periode de grootste stad van het westelijk halfrond ten noorden van de Rio Grande.

## Plaatsen in de nabije omgeving
De onderstaande figuur toont nabijgelegen plaatsen in een straal van 12 km rond Collinsville.